# 缺齿蓑藓
缺齿蓑藓（学名：Macromitrium gymnostomum）为木灵藓科蓑藓属下的一个种。

## 扩展阅读
- 維基物種上的相關：缺齿蓑藓